# Casper Wijkman
Casper Wijkman, född den 3 december 1718, död den 14 mars 1780, var en svensk präst och politiker. Han var far till Sven Caspersson Wijkman.

## Biografi
Wijkman blev kyrkoherde i Mo församling i Hälsingland 1759, kontraktsprost 1763. Han var även medlem i prästståndet vid riksdagarna 1760-62, 1765-66 och 1771-72, som mössornas ledare. Som belöning för sin verksamhet erhöll Wijkman 1772 Katarina församling i Stockholm.